# Funktronica
La funktronica est un genre musical dérivé de la fusion entre electronica et funk. Certains artistes de funktronica adoptent des éléments sonores issus du jazz, de la soul et du RnB contemporain. 

## Artistes représentatifs
Les artistes et groupes représentatifs incluent notamment : Bonde do Rolê, Chromeo, Particle,, RJD2, TLC, et Zilla. Billboard considère Particle comme un groupe de « funktronica ».